# Штайц
Штайц (нем. Staitz) — деревня в Германии, в земле Тюрингия, входит в район Грайц в составе сельского округа Аума-Вайдаталь.
Население составляет 278 человек (на 31 декабря 2010 года). Занимает площадь 6,75 км².

## История
Первое упоминание о поселении встречается в документах о продаже 22 июля 1283 года.
1 декабря 2011 года, после проведённых реформ, Штайц вошёл в состав нового сельского округа Аума-Вайдаталь в качестве района.